# Deportivo Alavés "C"
El Deportivo Alavés "C" es un equipo de fútbol de España, de la ciudad de Vitoria (Álava). Siendo el segundo equipo filial del Alavés desde la temporada 2000-01 hasta su desaparición en verano de 2005. En la temporada 2022-2023 el Deportivo Alavés lo volvió a crear mediante la absorción del Adurtzabal para comenzar en Preferente de Honor Alavesa. Actualmente juega en Tercera División.

## Historia
La A.D. Zaldiaran fue fundada en 1980 y a lo largo de la mayor parte de su historia fue un club independiente, pero vinculado al fútbol base del Alavés. Hasta la temporada 96-97 no hizo su debut en categorías regionales, logrando el ascenso Regional Preferente de Álava en su primera participación en Primera Regional de Álava. Tres años después el equipo gana la Preferente y logra el ascenso a la Tercera División de España.
Entonces pasó a denominarse Deportivo Alavés C y a convertirse en el segundo filial del Alavés a todos los efectos. Por aquel entonces el Alavés jugaba en Primera división y el Alavés B estaba en Segunda división B; tras lograr el Alavés C abrirse paso hasta la Tercera división, jugó 3 temporadas consecutivas en esta categoría entre los años 2000 y 2003.
En verano de 2003 el Deportivo Alavés llegó a un acuerdo con un modesto equipo vitoriano, el San Ignacio, que había militado la temporada anterior (2002-03) también en Tercera división compitiendo con el Alavés C, pero que había perdido la categoría al finalizar la temporada. Fruto de dicho acuerdo, el San Ignacio pasaba a estar convenido con el Alavés (hasta entonces lo estaba con la Real Sociedad) y pasaba a convertirse en el segundo filial del Alavés, ocupando la plaza del Alavés C en Tercera división. Como legalmente no está permitido que un club ceda a otro su plaza, a efectos legales el club que iba a jugar en Tercera división la temporada 2003-04 seguiría siendo el Alavés C, pero jugando en el campo del San Ignacio, apoyándose en la estructura del San Ignacio e incluso uniformándose con los colores del San Ignacio. El equipo surgido fruto de esta fusión fue conocido como Alavés C-San Ignacio.
El Alavés C-San Ignacio jugó dos temporadas más en Tercera división. Al finalizar la temporada 2004-2005, el equipo descendió a Regional Preferente. Cara a la temporada 2005-06 el San Ignacio quedó de nuevo desligado del Alavés y eso supuso la desaparición legal del Alavés C, aunque en la práctica el equipo había desaparecido ya en 2003.
Al no ser un club propiamente dicho, sino un equipo filial del Alavés, el Alavés C podría resucitar si los rectores del club deciden en algún momento que sería interesante tener ese equipo para la formación de jugadores.
En la temporada 2022-23 mediante la absorción del Adurtzabal, el Deportivo Alavés creaba su segundo filial. Iniciaron esa temporada en Preferente de Honor Alavesa y finalizaron primeros, ascendiendo directamente a Tercera, jugándose la primera plaza en la última jornada contra los subcampeones, el San Viator.

## Uniforme
- Uniforme titular: Camiseta blanquiazul a rayas verticales, pantalón azul y medias azules y blancas.

## Estadio
El Alavés C juega en la Ciudad Deportiva Jose Luís Compañón, conocida como Ibaia, el complejo de entrenamiento del Alavés, situado en las afueras de Vitoria y propiedad del club.

## Datos del club
- Temporadas en 3.ªRFEF: 1
- Temporadas en 3.ª: 6
- Mejor puesto en la liga: 8.º (3.ª, Grupo IV temporada: 01-02)
- Temporadas en 2.ªB: 0